# 無題 (王傑專輯)
《無題》為臺灣歌手王傑的第四十張個人專輯，亦是2018年數碼專輯《我知道我是一個已經過氣的歌手》首次實體化，於2023年10月出版，由華納音樂發行。

## 專輯簡介
王傑曾在2018年12月19日，出道31週年之際，於各大音樂串流平台發行數碼專輯《我知道我是一個已經過氣的歌手》。2023年9月21日，所屬華納音樂的Timeless Music Asia粉絲專頁宣佈將於同年10月3日首次實體發行王傑第38張經典創作專輯，該專輯採用雙封面設計供購買者自行替換，並以《無題》做為此次專輯名稱。

## 曲目列表
| 《無題》 | 《無題》                     | 《無題》                                                         |
| 曲序     | 曲目                         | 备注                                                             |
| -------- | ---------------------------- | ---------------------------------------------------------------- |
| 1.       | 15歲的那年                   |                                                                  |
| 2.       | 台北的天空很美               |                                                                  |
| 3.       | 她走了                       | 2012年12月31日於“浪子心聲”上海演唱會首次公開演唱                 |
| 4.       | 零下十度北京的街             | 原曲名《零下十度》，2013年5月17日於杭州個人演唱會首次演唱        |
| 5.       | 明天你就屬於別人             | 原曲名《來不及》，2017年7月16日於微博發布Demo                    |
| 6.       | 小巨人                       | 原曲名《回鄉》，2013年2月春節前創作，獻給過年返鄉的農民工        |
| 7.       | 當愛人變成朋友               |                                                                  |
| 8.       | 如果天能夠給我多一天的時間   | 於MV結尾透露，給女兒 Mandy，1996年寫的                           |
| 9.       | 我知道我是一個已經過氣的歌手 | 2009年單曲Demo由好友電台DJ余宜發在《一切從音樂開始》裡首播發布。 |
| 10.      | 讓我帶你走                   |                                                                  |

## 音樂錄影帶
- 15歲的那年 （页面存档备份，存于）
- 台北的天空很美 （页面存档备份，存于）
- 她走了 （页面存档备份，存于）
- 零下十度北京的街 （页面存档备份，存于）
- 明天你就屬於別人
- 小巨人 （页面存档备份，存于）
- 當愛人變成朋友 （页面存档备份，存于）
- 如果天能夠多給我一天的時間
- 我知道我是一個已經過氣的歌手 （页面存档备份，存于）
- 讓我帶你走